# Zagłębie Lubin SA
El Zagłębie Lubin SA és un club de futbol polonès de la ciutat de Lubin.

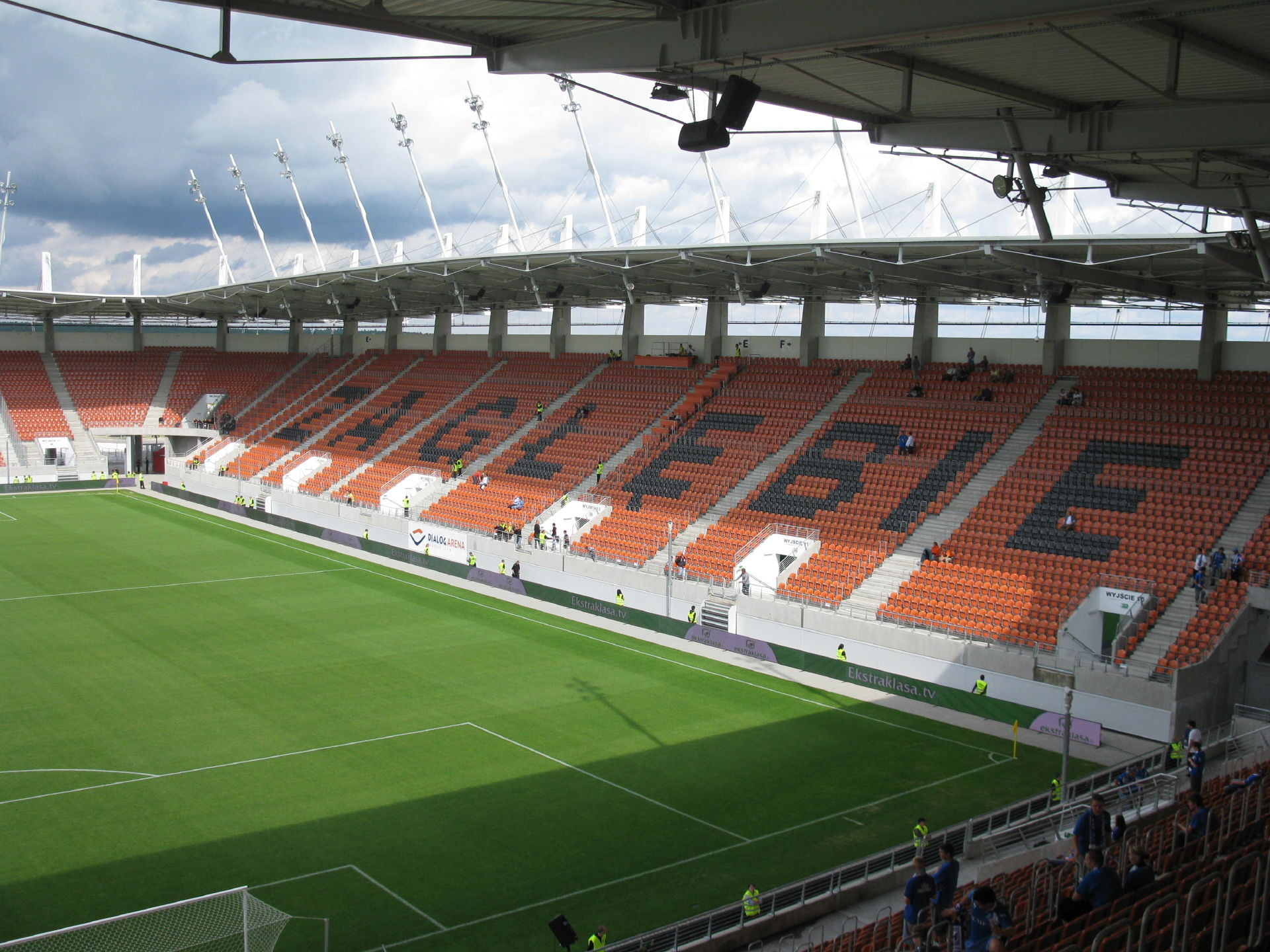
Estadi Zagłębie Lubin.

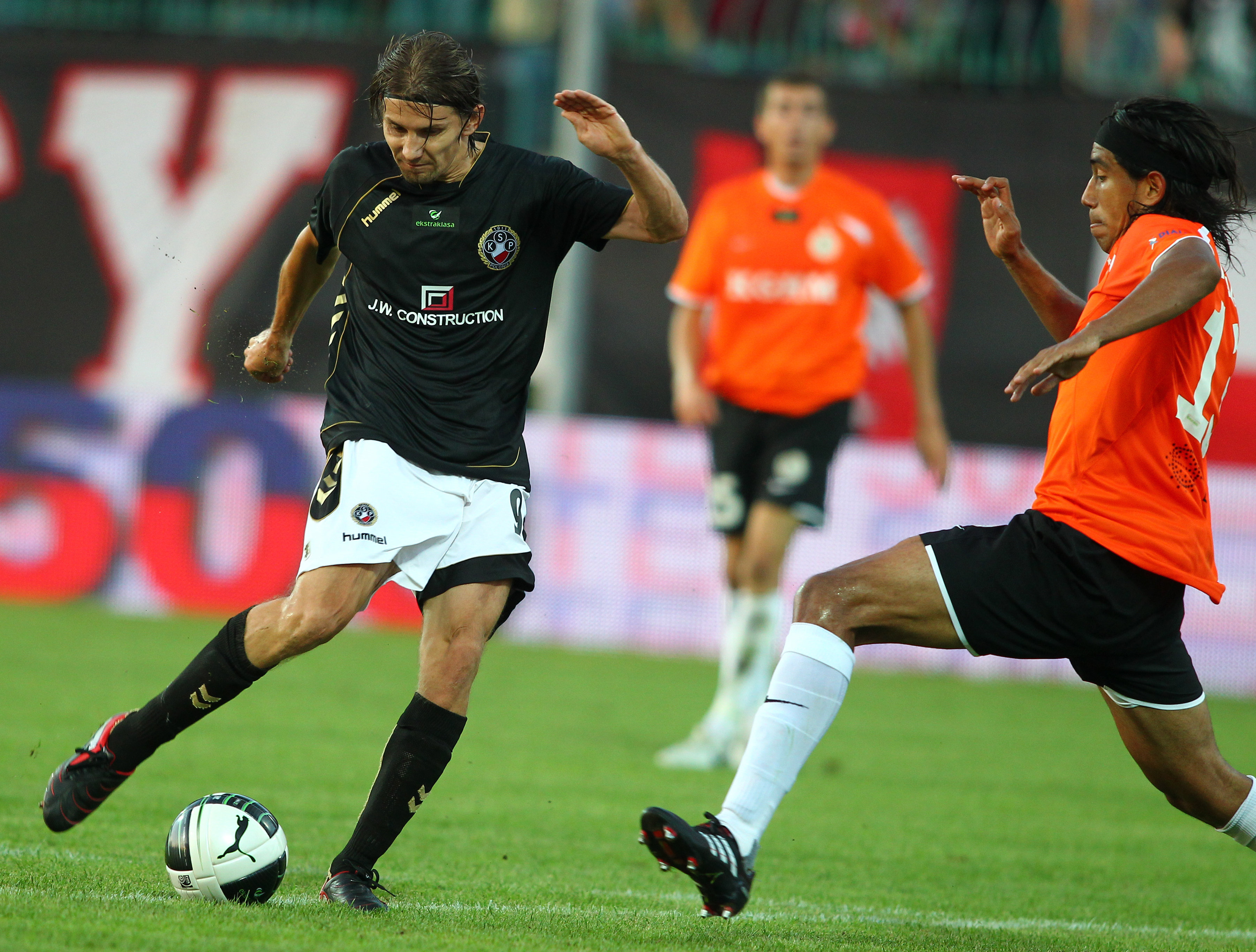
Partit contra el Polonia Warsaw el 2010–11.

## Història
El club va ser fundat el 10 de setembre de 1945. Actualment s'anomena KGHM Zagłębie Lubin pel patrocini de l'empresa minera i metal·lúrgica KGHM Polska Miedź SA, una de les principals productores de coure i plata del món. El club ha tingut les següents denominacions:
- 1945: OMTUR Lubin
- 1946: Zawisza Lubin
- 1949: Gwardia Lubin
- 1951: Spójnia Lubin
- 1953: Zawisza Lubin
- 1964: Górnik Lubin
- 1966: Zagłębie Lubin

## Palmarès
- Lliga polonesa de futbol:[2]
  - 1990-91, 2006-07
- Supercopa polonesa de futbol:
  - 2007
- Copa polonesa de futbol:[3]
  - Finalista el 2004–05, 2005–06, 2013–14
- Copa de la Lliga polonesa de futbol:[4]
  - Finalista el 2000–01

## Futbolistes destacats
- Krzysztof Piątek
- Piotr Zieliński
- Łukasz Piszczek
- Grzegorz Lewandowski
- Mariusz Lewandowski
- Dariusz Marciniak
- Bojan Isailović
- Arkadiusz Woźniak
- Adam Matuszczyk
- Maciej Iwański
- Manuel Arboleda
- Zbigniew Szewczyk
- Vadim Rogovskoy
- Jakub Świerczok
- Adam Zejer
- Jarosław Jach
- Costa Nhamoinesu
- Iliyan Mitsanski
- Mouhamadou Traoré
- Darvydas Šernas
- Ľubomír Guldan
- Róbert Jež
- Samuel Mráz
- Piotr Czachowski
- Dariusz Lewandowski
- Wojciech Łobodziński
- Dariusz Jackiewicz
- Filip Jagiełło
- Bartosz Białek
- Łukasz Łakomy
- Piotr Świerczewski